# Birllas
Las birllas o birlas es un juego tradicional pirenaico, particular al Alto Aragón, aunque también existen juegos parecidos con el mismo nombre en otros puntos de Aragón. 

## Contexto
Se trata de un juego practicado principalmente en Campo, provincia de Huesca. Existen diversas versiones por toda la Aragón. "Birllas", o "Birlas", representa la palabra aragonesa para "Bolos". 
Jugado exclusivamente por mujeres se diferencia de otros juegos modernos de bolos, donde el deporte es practicado por ambos sexos.

## Principio general
Juego por equipos de entre 2 a 5 jugadoras. De gran complejidad en su desarrollo. La partida completa consta de varias manos o jugadas, cada una de las cuales presenta características y objetivos distintos.

## Material
Consta de nueve bolos o birlas y una bola de madera de unos cuatro kilos aproximadamente. Nueve birllas torneadas en madera de haya, todas iguales. Tienen una forma muy particular pues, aunque cilíndricas, son irregulares ya que su centro más grueso forma una barriga, y sus extremos, también cilíndricos, son bastante más finos. 
Las “birllas” tienen una altura aproximada de 35 a 40 cm y su peso oscila entre 1.100 y 1.300 g. El diámetro de la barriga suele tener unos 10 cm y el de los extremos 4 cm.
Un “bolo” esférico que pesa alrededor de 3,8 kg y tiene 2 dm de diámetro. En él encontramos dos hendiduras, una para el dedo pulgar y otra mayor para los cuatro dedos restantes de la mano.

## Campo de juego
Sobre un terreno llano, en la calle, se disponen las 9 birllas en 3 filas de 3, quedando inscritas en un cuadrado de unos 7 a 9 dm de lado (dependiendo de la altura de las birllas). Para plantar dichas birllas se harán unos “foraos” o pequeñas muecas en el suelo con la intención de que éstas permanezcan más fácilmente erguidas.
Alrededor de cuadrado de birllas deberá haber una distancia en m de unos 9 a 12.

## Desarrollo del juego
Las birllas de Campo es un juego que se desarrolla entre 2 equipos de 2 a 5 mujeres cada uno, aunque el número ideal por equipos sería el de 3.
Una vez plantadas las birllas y marcados los límites del campo, se sortea el equipo “que va de mano” (que juega en primer lugar) lanzando una moneda al aire. La ganadora tiene ventaja pues el equipo contrincante deberá superar al anterior en el caso de acertar en los lanzamientos. El que va en 2.º lugar “dará la mano”, expresión que significa desde dónde se ha de tirar. Este orden no se mantiene a lo largo de toda la partida pues variará en función del que gane las diferentes manos.

## Posiciones de tirada
Son diferentes según las manos, pudiendo realizarse desde el centro o desde la esquina.

## Posiciones de los pies
Si la jugadora es diestra: 
Desde el medio, pie izquierdo inmóvil, pie derecho adelantado.
Desde la esquina, pie derecho inmóvil, pie izquierdo adelantado.
Si fuera zurda intercambiaría la posición de los pies.

## Modalidades de tiro
La monadeta o monada. Se hace en la rebatida, cuando el bolo se para cerca de las birllas, Consiste en derribar birllas sin soltar el bolo de la mano, que contabiliza como una birlla.
El revesazo: Se puede tirar desde la esquina o desde el centro, torsionando el cuerpo hacia el lado izquierdo y lanzando el bolo a una esquina.
La partida no tiene límite de tiempo, se juega hasta que un equipo consiga hacer 6 manos. La partida más larga sería la que diera un resultado de 6 a 5 manos.

## Desarrollo de cada una de las manos
1.ª mano: “El buen juego”
Ocupa siempre el primer lugar.
Se tira desde cualquiera de las esquinas para luego rebatir.
Cada jugadora del equipo intentará derribar el mayor número de birllas posible, tirando y rebatiendo (al rebatir se vuelven a colocar todas las birllas de pie).
Se suman el total de birllas conseguidas por el equipo.
Gana el equipo que más birllas derriba.
2.ª mano: “Entre todas desde el medio”
Esta mano además de ir siempre en 2.º lugar se suele repetir en las manos pares, siempre que la diferencia del juego se dé por una mano de ventaja.
Se lanza desde el centro, que marcará el equipo que va perdiendo. 
Sólo se lanza una vez, es decir, no hay rebatida.
El equipo que sale a jugar anuncia las birllas que va a derribar entre todas sus jugadoras. (Suelen pedir 4 por cada 1).
Puede ocurrir que el equipo que empieza:
Consiga hacer el número pedido de birllas, entonces el otro equipo deberá hacer las mismas exactas para ganar la mano.
No consiga hacer el número pedido, entonces el otro equipo “irá a la una” es decir, tirará 1 sola birlla. Lo intentará sólo 1 jugadora.
3.ª mano: “Pares o nones”.
Es la 3.ª mano y se puede repetir siempre que haya empate.
Se lanza desde una esquina.
El número de birllas no se piden, sólo se indica en voz alta si el número que se va a derribar es par o non. Si se acierta en la tirada se puede rebatir contabilizando todas las birllas que caigan. Si no se acierta, la tirada es “mala” y no se rebate.
Para ganar el 2.º equipo deberá derribar siguiendo el anterior proceso, al menos las mismas birllas más 1.
Si tampoco lo consiguiera el 2.º equipo, se repetiría la mano.

## Otras manos diferentes que se pueden dar
- Sola cada una tiran y rebaten, también llamada: “Rebatida cada una”.

Esta mano se da desde la esquina; cada jugadora se pide el número exacto que quiere derribar entre el tiro y la rebatida. 
Es difícil acertar. Si alguna acierta, el equipo contrario deberá hacer las mismas (podrán probar suerte todas). Si no acierta ninguna jugadora del primer equipo, el segundo deberá “ir a la 1”.
En el caso de que ningún equipo acierte, se repetirá la mano.
“Entre todas tiran y rebaten / Rebatida entre todas”. 
Al igual que en la mano anterior se da desde una esquina y entre todas acuerdan el número de birllas que van a derribar entre tirar y rebatir (más bien alto).
Si consiguen acertar, el otro equipo irá a las mismas más una, para ganar. Si no lo consiguen, el 2.º equipo “irá a la 1”. En el caso de que no lo consigan, se repetirá la mano entera.
- A qui fa, rebate

Se da desde la esquina o desde el cetro, pero siempre desde lejos (9-12 m).
Todas las jugadoras tiran y rebaten, siempre que en el primer lanzamiento consigan derribar birllas. Si no es así, no podrán rebatir. Se suman el número de birllas derribadas entre todas. Como en las manos anteriores, se pueden dar las siguientes circunstancias en vista de las birllas conseguidas por el primer equipo.
El 2.º deberá ir a por las mismas más una:
Si las hace, gana.
Si no las hace el primer equipo, el 2.º “irá a la una”.
Si ningún equipo hace birlla, se repite toda la mano.
- Entre medio las birllas

Esta mano se da entre las birllas.
Entre todas las jugadoras deberán pedir el número de birllas a derribar sólo en la 1.ª fase, es decir sin rebatida. Consiste en poner el pie izquierdo dentro de las birllas y el derecho fuera del juego y cerca de la esquina donde se halla la birlla que se quiere derribar. Cuando esta birlla haya caído, derribará las demás. Si consiguen hacer el número de birllas pedidas, el 2.º equipo hará las mismas exactas. Si no lo consiguen, el 2.º equipo”irá a la 1”.
Participarán todas las jugadoras para intentarlo.
- Sola cada una tiran

Desde una esquina. Cada jugadora del equipo participa pero individualmente, sólo tirando, sin rebatida, el número de birllas que previamente se pide, Si no lo consigue, es descalificada de esta mano y pasa el turno a la siguiente compañera. Si alguna jugadora lo consigue, el 2.º equipo hará las mismas justas. Si ninguna del primer equipo acierta, el 2.º equipo “irá a la 1” intentándolo todas las jugadoras para probar suerte.
- Sólo tiran entre todas

Se da desde la esquina tirando una sola vez, sin rebatida, y pidiendo el número de birllas que entre todas quieren derribar.
Si aciertan, el 2.º equipo irá a las mismas.
Si no aciertan, el 2.º irá a la 1” intentándolo una sola jugadora.
Si ambos equipos no lo consiguen, se repetirá toda la mano.
Usos y costumbres.
- ¡En de chugá a las birllas!.

Solamente hace falta esta exclamación para que las “mullés” de Campo, después de terminar las faenas de casa, salgan rápidamente, a primera hora de la tarde y se dirijan, fieles cumplidoras de esta tradición, al “cantón”, “caiguilla”, “San Antonio”, “el rincón” y “casa Juané”, lugares que ¡desde Dios sabe cuándo! tienen nueve “foraos”, agujeros, donde se plantan las birllas.
Allí se entregan apasionadamente al juego revivido una y otra desde los primeros días de primavera hasta que los fríos acortan la tarde cubriendo las calles de nieve.
Cada grupo tiene un juego de birllas, costeado a partes iguales entre todas. Los adornos, filigranas y la madera empleada, normalmente de haya, dependía de su poder adquisitivo.
El juego es considerado como diversión acompañando las partidas con risas, gritos, saltos y muestras de alegría espontánea; por eso la mujer cuando lleva luto deja de jugar. No tiene aquí el contenido de “mal menor” que en otros pueblos sustituto del baile, sino el pleno y jubiloso.
La mujer de Campo ha protegido y mimado con esmero el juego de las birllas, hasta el punto de ser tema común en la conversación familiar hablar de la partida. Existe un curioso pacto de tolerancia entre el hombre y la mujer: el primero puede ir al bar después de comer y la mujer a las birllas, consiguiendo así el equilibrio necesario entre las aficiones lúdicas de ambos.
El juego da la posibilidad de mostrar la categoría de cada una gracias a la variedad y cantidad de manos que componen una partida.
Estos movimientos en los que buscan la complicación para desanimar a las contrarias reciben los nombres de “monadas” y “revesazos”.
Para los que tenemos la suerte de conocer Campo y ver jugar a estas mujeres muchas tardes, nos es difícil entender el dominio de un juego tan complicado, tan dinámico y tan divertido. Ellas lo manejan con soltura y nuestra curiosidad atrevida intenta jugar un par de manos.
Es notoria la importancia local de las birllas para el colectivo femenino. Antiguamente configuraba la prueba de pubertad: un rito de paso e iniciación de las adolescentes que, con su aprendizaje se incorporaban al grupo social siguiente.